# Eintracht Frankfurt 2024-2025
Questa voce raccoglie le informazioni riguardanti l'Eintracht Frankfurt nelle competizioni ufficiali della stagione 2024-2025.

## Divise e sponsor
| Casa | Trasferta | Terza divisa |

## Rosa
Rosa aggiornata al 29 agosto 2024.
| N. |                        | Ruolo | Calciatore         |
| -- | ---------------------- | ----- | ------------------ |
| 1  | Germania (bandiera)    | P     | Kevin Trapp        |
| 3  | Belgio (bandiera)      | D     | Arthur Theate      |
| 4  | Germania (bandiera)    | D     | Robin Koch         |
| 5  | Svizzera (bandiera)    | D     | Aurèle Amenda      |
| 6  | Danimarca (bandiera)   | C     | Oscar Højlund      |
| 7  | Egitto (bandiera)      | A     | Omar Marmoush      |
| 8  | Algeria (bandiera)     | A     | Farès Chaïbi       |
| 9  | Croazia (bandiera)     | A     | Igor Matanović     |
| 11 | Francia (bandiera)     | A     | Hugo Ekitike       |
| 13 | Danimarca (bandiera)   | D     | Rasmus Kristensen  |
| 15 | Tunisia (bandiera)     | C     | Ellyes Skhiri      |
| 16 | Svezia (bandiera)      | C     | Hugo Larsson       |
| 17 | Francia (bandiera)     | C     | Elye Wahi          |
| 19 | Francia (bandiera)     | A     | Jean-Mattéo Bahoya |
| 20 | Turchia (bandiera)     | C     | Can Uzun           |
| 21 | Germania (bandiera)    | D     | Nathaniel Brown    |
| 22 | Stati Uniti (bandiera) | C     | Timothy Chandler   |
| 23 | Ungheria (bandiera)    | C     | Krisztián Lisztes  |

| N. |                       | Ruolo | Calciatore              |
| -- | --------------------- | ----- | ----------------------- |
| 24 | Portogallo (bandiera) | D     | Aurélio Buta            |
| 26 | Francia (bandiera)    | C     | Éric Junior Dina Ebimbe |
| 27 | Germania (bandiera)   | C     | Mario Götze             |
| 28 | Germania (bandiera)   | C     | Marcel Wenig            |
| 29 | Francia (bandiera)    | D     | Niels Nkounkou          |
| 30 | Germania (bandiera)   | C     | Michy Batshuayi         |
| 32 | Germania (bandiera)   | C     | Faride Alidou           |
| 33 | Germania (bandiera)   | P     | Jens Grahl              |
| 34 | Germania (bandiera)   | D     | Nnamdi Collins          |
| 35 | Brasile (bandiera)    | D     | Tuta                    |
| 36 | Germania (bandiera)   | C     | Ansgar Knauff           |
| 40 | Brasile (bandiera)    | P     | Kauã Santos             |
| 41 | Camerun (bandiera)    | D     | Jérôme Onguéné          |
| 44 | Ecuador (bandiera)    | D     | Davis Bautista          |
| 45 | Germania (bandiera)   | C     | Mehdi Loune             |
| 47 | Ungheria (bandiera)   | C     | Noah Fenyő              |
| 49 | Germania (bandiera)   | C     | Harpreet Ghotra         |
| 55 | Marocco (bandiera)    | A     | Anas Alaoui             |

## Calciomercato

### Sessione estiva
| Acquisti         | Acquisti          | Acquisti            | Acquisti                    |
| R.               | Nome              | da                  | Modalità                    |
| ---------------- | ----------------- | ------------------- | --------------------------- |
| A                | Hugo Ekitike      | Paris Saint-Germain | definitivo (16,5 milioni €) |
| A                | Can Uzun          | Norimberga          | definitivo (11 milioni €)   |
| C                | Krisztián Lisztes | Ferencváros         | definitivo (4,5 milioni €)  |
| C                | Oscar Højlund     | Copenaghen          | definitivo (1,35 milioni €) |
| D                | Robin Koch        | Leeds Utd           | gratuito                    |
| C                | Mahmoud Dahoud    | Brighton            | gratuito                    |
| D                | Arthur Theate     | Rennes              | gratuito                    |
| D                | Rasmus Kristensen | Leeds Utd           | prestito                    |
| Altre operazioni |                   |                     |                             |
| R.               | Nome              | da                  | Modalità                    |
| D                | Aurèle Amenda     | Young Boys          | fine prestito               |
| D                | Kristijan Jakić   | Augusta             | fine prestito               |
| A                | Igor Matanović    | Karlsruhe           | fine prestito               |
| C                | Paxten Aaronson   | Vitesse             | fine prestito               |
| D                | Nathaniel Brown   | Norimberga          | fine prestito               |
| A                | Faride Alidou     | Colonia             | fine prestito               |
| A                | Jessic Ngankam    | Magonza             | fine prestito               |
| C                | Marcel Wenig      | Norimberga          | fine prestito               |
| C                | Antonio Foti      | Hannover 96         | fine prestito               |
| D                | Jérôme Onguéné    | Servette            | fine prestito               |

| Cessioni         | Cessioni          | Cessioni               | Cessioni                  |
| R.               | Nome              | a                      | Modalità                  |
| ---------------- | ----------------- | ---------------------- | ------------------------- |
| D                | Willian Pacho     | Paris Saint-Germain    | definitivo (40 milioni €) |
| D                | Kristijan Jakić   | Augusta                | definitivo (5 milioni €)  |
| D                | Philipp Max       | Panathīnaïkos          | definitivo (1 milione €)  |
| A                | Jessic Ngankam    | Hannover 96            | prestito (250 mila €)     |
| C                | Antonio Foti      | Borussia Dortmund II   | definitivo (150 mila €)   |
| D                | Dario Gebuhr      | Hansa Rostock          | definitivo (70 mila €)    |
| C                | Sidney Raebiger   | Eintracht Braunschweig | definitivo (70 mila €)    |
| D                | Aurélio Buta      | Stade Reims            | prestito                  |
| C                | Paxten Aaronson   | Utrecht                | prestito                  |
| D                | Hrvoje Smolčić    | LASK                   | prestito                  |
| A                | Faride Alidou     | Verona                 | prestito                  |
| A                | Nacho Ferri       | Kortrijk               | prestito                  |
| D                | Elias Baum        | Elversberg             | prestito                  |
| P                | Simon Simoni      | Ingolstadt 04          | prestito                  |
| C                | Sebastian Rode    |                        | ritiro                    |
| D                | Makoto Hasebe     |                        | ritiro                    |
| Altre operazioni |                   |                        |                           |
| R.               | Nome              | a                      | Modalità                  |
| A                | Hugo Ekitike      | Paris Saint-Germain    | fine prestito             |
| D                | Robin Koch        | Leeds Utd              | fine prestito             |
| C                | Donny van de Beek | Manchester Utd         | fine prestito             |
| A                | Saša Kalajdžić    | Wolverhampton          | fine prestito             |

### Sessione invernale
| Acquisti         | Acquisti        | Acquisti            | Acquisti                  |
| R.               | Nome            | da                  | Modalità                  |
| ---------------- | --------------- | ------------------- | ------------------------- |
| A                | Elye Wahi       | Olympique Marsiglia | definitivo (26 milioni €) |
| A                | Michy Batshuayi | Galatasaray         | definitivo (3 milioni €)  |
| Altre operazioni |                 |                     |                           |
| R.               | Nome            | da                  | Modalità                  |
| A                | Faride Alidou   | Verona              | fine prestito             |

| Cessioni         | Cessioni      | Cessioni        | Cessioni                  |
| R.               | Nome          | a               | Modalità                  |
| ---------------- | ------------- | --------------- | ------------------------- |
| A                | Omar Marmoush | Manchester City | definitivo (75 milioni €) |
| Altre operazioni |               |                 |                           |
| R.               | Nome          | a               | Modalità                  |
| A                | Faride Alidou | Kaiserslautern  | n.d.                      |

## Risultati

### Bundesliga

#### Girone di andata
| Arbitro: | Zwayer (Berlino) |

|                    |           |  |
| Gittens 72’, 90+3’ | Marcatori |  |

| Arbitro: | Badstübner (Norimberga) |

|                                      |           |              |
| Ekitike 24’ Larsson 33’ Marmoush 56’ | Marcatori | 54’ Kramarić |

| Arbitro: | Osmers (Hannover) |

|          |           |                          |
| Baku 76’ | Marcatori | 30’, 82’ (rig.) Marmoush |

| Arbitro: | Welz (Wiesbaden) |

|                          |           |  |
| Larsson 31’ Marmoush 86’ | Marcatori |  |

| Arbitro: | Stieler (Amburgo) |

|                         |           |                                          |
| Machino 30’ (rig.), 50’ | Marcatori | 25’, 65’ Marmoush 47’ Matanović 74’ Tuta |

| Arbitro: | Brand (Unterspiesheim) |

|                                 |           |                                 |
| Marmoush 22’, 90+4’ Ekitike 35’ | Marcatori | 15’ Kim 38’ Upamecano 53’ Olise |

| Arbitro: | Brych (Monaco di Baviera) |

|                          |           |                     |
| Andrich 25’ Boniface 72’ | Marcatori | 16’ (rig.) Marmoush |

| Arbitro: | Osmers (Hannover) |

|                |           |           |
| Hollerbach 66’ | Marcatori | 14’ Götze |

| Arbitro: | Schlager (Hügelsheim) |

|                                                                       |           |                        |
| Ekitike 9’, 69’ Marmoush 18’ Knauff 20’ Brown 32’ Dahoud 61’ Uzun 66’ | Marcatori | 35’ De Wit 51’ Hofmann |

| Arbitro: | Zwayer (Berlino) |

|                            |           |                                    |
| Vagnoman 86’ Woltemade 90’ | Marcatori | 45’ Ekitike 55’ Brown 62’ Marmoush |

| Arbitro: | Badstübner (Norimberga) |

|           |           |  |
| Götze 45’ | Marcatori |  |

| Arbitro: | Exner |

|  |           |                                            |
|  | Marcatori | 22’, 58’ Marmoush 49’ Chaïbi 90+4’ Ekitike |

| Arbitro: | Dankert (Rostock) |

|                      |           |                       |
| Ekitike 55’ Uzun 74’ | Marcatori | 60’ Tiets 71’ Essende |

| Arbitro: | Brand (Unterspiesheim) |

|                      |           |           |
| Šeško 19’ Openda 51’ | Marcatori | 40’ Brown |

| Arbitro: | Badstübner (Norimberga) |

|                |           |                                       |
| Kristensen 75’ | Marcatori | 15’ (aut.) Kauã Santos 27’, 58’ Nebel |

| Arbitro: | Osmers (Hannover) |

|  |           |              |
|  | Marcatori | 32’ Marmoush |

| Arbitro: | Jablonski (Brema) |

|                                               |           |          |
| Koch 43’ Marmoush 65’ Ekitike 71’ Collins 81’ | Marcatori | 37’ Dōan |

#### Girone di ritorno
| Arbitro: | Schlager (Hügelsheim) |

|                              |           |  |
| Ekitike 18’ O. Højlund 90+2’ | Marcatori |  |

| Arbitro: | Stegemann (Niederkassel) |

|                        |           |                         |
| Orban 65’ Hložek 90+5’ | Marcatori | 26’ (rig.), 71’ Ekitike |

| Arbitro: | Brand (Unterspiesheim) |

|          |           |            |
| Uzun 81’ | Marcatori | 50’ Amoura |

| Arbitro: | Dingert (Lebecksmühle) |

|                 |           |             |
| Kleindienst 26’ | Marcatori | 31’ Ekitike |

| Arbitro: | Hartmann (Wangen im Allgäu) |

|                               |           |            |
| Larsson 18’ Tuta 37’ Uzun 60’ | Marcatori | 73’ Porath |

| Arbitro: | Stegemann (Niederkassel) |

|                                              |           |  |
| Olise 45+3’ Itō 61’ Musiala 83’ Gnabry 90+3’ | Marcatori |  |

| Arbitro: | Zwayer (Berlino) |

|             |           |                                                |
| Ekitike 37’ | Marcatori | 26’ Tella 29’ Mukiele 33’ Schick 62’ A. García |

| Arbitro: | Willenborg |

|               |           |                        |
| Batshuayi 13’ | Marcatori | 62’ Querfeld 78’ Jeong |

| Arbitro: | Zwayer (Berlino) |

|              |           |                                           |
| Holtmann 73’ | Marcatori | 27’ Kristensen 32’ Bahoya 90+6’ Batshuayi |

| Arbitro: | Aytekin |

|           |           |  |
| Götze 71’ | Marcatori |  |

| Arbitro: | Siebert (Berlino) |

|                      |           |  |
| Burke 28’ Schmid 84’ | Marcatori |  |

| Arbitro: | Gerach (Landau in der Pfalz) |

|                                 |           |  |
| Bahoya 10’ Koch 42’ Ekitike 71’ | Marcatori |  |

| Augusta 20 aprile 2025, ore 15:30 CEST 30ª giornata | Augusta                 | 0 – 0 referto | Eintracht Francoforte | WWK Arena (30 660 spett.)\| Arbitro: \| Badstübner (Norimberga) \| |
| Arbitro:                                            | Badstübner (Norimberga) |               |                       |                                                                    |

| Arbitro: | Jöllenbeck (Friburgo in Brisgovia) |

|                                      |           |  |
| Knauff 21’, 53’ Ekitike 67’ Koch 71’ | Marcatori |  |

| Arbitro: | Petersen (Stoccarda) |

|              |           |                   |
| Burkardt 57’ | Marcatori | 16’ R. Kristensen |

| Arbitro: | Dingert (Lebecksmühle) |

|                                |           |                            |
| R. Kristensen 1’ Batshuayi 71’ | Marcatori | 4’ Saliakas 16’ Guilavogui |

| Arbitro: | Brand (Unterspiesheim) |

|          |           |                                           |
| Dōan 27’ | Marcatori | 45+4’ Knauff 61’ R. Kristensen 63’ Skhiri |

### DFB-Pokal
| Arbitro: | Exner (Münster) |

|           |           |                                           |
| Szabó 89’ | Marcatori | 52’ Chaïbi 56’, 61’ Ekitike 88’ Matanović |

| Arbitro: | Jöllenbeck (Friburgo in Brisgovia) |

|                            |           |             |
| Ekitike 45+2’ Marmoush 70’ | Marcatori | 47’ Itakura |

| Arbitro: | Jablonski (Brema) |

|                           |           |  |
| Šeško 31’ Openda 50’, 58’ | Marcatori |  |

### UEFA Europa League

#### Fase campionato
| Arbitro: | Balakin |

|                                            |           |                                |
| Ekitike 38’ Dina Ebimbe 62’ Kristensen 67’ | Marcatori | 41’ Šulc 86’ Adu 90+3’ Jemelka |

| Arbitro: | John Beaton |

|               |           |                                                |
| Masuaku 90+3’ | Marcatori | 19’ (rig.) Marmoush 22’ Dina Ebimbe 72’ Knauff |

| Arbitro: | Lindhout |

|             |           |  |
| Larsson 79’ | Marcatori |  |

| Arbitro: | Kavanagh |

|              |           |  |
| Marmoush 53’ | Marcatori |  |

| Arbitro: | Pawson |

|                    |           |                                |
| Collins 48’ (aut.) | Marcatori | 7’ Larsson 57’ (rig.) Marmoush |

| Arbitro: | Treimanis |

|                                  |           |                         |
| Cherki 27’ Fofana 50’ Nuamah 54’ | Marcatori | 18’ Knauff 85’ Marmoush |

| Arbitro: | Jorgji |

|                      |           |  |
| Uzun 49’ Ekitike 59’ | Marcatori |  |

| Arbitro: | Obrenovič |

|                             |           |  |
| Angeliño 44’ Shomurodov 69’ | Marcatori |  |

#### Fase a eliminazione diretta

##### Ottavi di finale
| Arbitro: | Sozza |

|             |           |                        |
| Brobbey 10’ | Marcatori | 27’ Larsson 70’ Skhiri |

| Arbitro: | Peljto |

|                                      |           |            |
| Bahoya 7’ Götze 25’, 82’ Ekitike 67’ | Marcatori | 78’ Taylor |

##### Quarti di finale
| Arbitro: | Marciniak |

|           |           |            |
| Porro 26’ | Marcatori | 6’ Ekitike |

| Arbitro: | Massa |

|  |           |                    |
|  | Marcatori | 43’ (rig.) Solanke |

## Statistiche
Aggiornate al 17 maggio 2025

### Statistiche di squadra
| Competizione      | Punti | In casa | In casa | In casa | In casa | In casa | In casa | In trasferta | In trasferta | In trasferta | In trasferta | In trasferta | In trasferta | Totale | Totale | Totale | Totale | Totale | Totale | DR  |
| Competizione      | Punti | G       | V       | N       | P       | Gf      | Gs      | G            | V            | N            | P            | Gf           | Gs           | G      | V      | N      | P      | Gf     | Gs     | DR  |
| ----------------- | ----- | ------- | ------- | ------- | ------- | ------- | ------- | ------------ | ------------ | ------------ | ------------ | ------------ | ------------ | ------ | ------ | ------ | ------ | ------ | ------ | --- |
| Bundesliga        | 60    | 17      | 10      | 4       | 3       | 41      | 22      | 17           | 7            | 5            | 5            | 28           | 24           | 34     | 17     | 9      | 8      | 68     | 46     | +22 |
| Coppa di Germania | -     | 1       | 1       | 0       | 0       | 2       | 1       | 2            | 1            | 0            | 1            | 4            | 4            | 3      | 2      | 0      | 1      | 6      | 5      | +1  |
| Europa League     | 16    | 6       | 4       | 1       | 1       | 12      | 5       | 6            | 3            | 1            | 2            | 10           | 9            | 12     | 7      | 2      | 3      | 21     | 14     | +7  |
| Totale            | -     | 24      | 15      | 5       | 4       | 54      | 28      | 25           | 12           | 6            | 7            | 41           | 37           | 49     | 27     | 11     | 11     | 95     | 65     | +30 |

### Andamento in campionato
| Giornata  | 1  | 2 | 3 | 4 | 5 | 6 | 7 | 8 | 9 | 10 | 11 | 12 | 13 | 14 | 15 | 16 | 17 | 18 | 19 | 20 | 21 | 22 | 23 | 24 | 25 | 26 | 27 | 28 | 29 | 30 | 31 | 32 | 33 | 34 |
| --------- | -- | - | - | - | - | - | - | - | - | -- | -- | -- | -- | -- | -- | -- | -- | -- | -- | -- | -- | -- | -- | -- | -- | -- | -- | -- | -- | -- | -- | -- | -- | -- |
| Luogo     | T  | C | T | C | T | C | T | T | C | T  | C  | T  | C  | T  | C  | T  | C  | C  | T  | C  | T  | C  | T  | C  | C  | T  | C  | T  | C  | T  | C  | T  | C  | T  |
| Risultato | P  | V | V | V | V | N | P | N | V | V  | V  | V  | N  | P  | P  | V  | V  | V  | N  | N  | N  | V  | P  | P  | P  | V  | V  | P  | V  | N  | V  | N  | N  | V  |
| Posizione | 17 | 9 | 6 | 4 | 2 | 3 | 6 | 6 | 3 | 3  | 2  | 2  | 2  | 3  | 3  | 3  | 3  | 3  | 3  | 3  | 3  | 3  | 3  | 3  | 4  | 4  | 3  | 3  | 3  | 3  | 3  | 3  | 3  | 3  |

Fonte:  Bundesliga - Tabelle, su bundesliga.com.
Legenda:

Luogo: C = Casa; T = Trasferta. Risultato: V = Vittoria; N = Pareggio; P = Sconfitta.

### Statistiche dei giocatori
| Giocatore     | Bundesliga | Bundesliga | Bundesliga  | Bundesliga | Coppa di Germania | Coppa di Germania | Coppa di Germania | Coppa di Germania | Europa League | Europa League | Europa League | Europa League | Totale   | Totale | Totale      | Totale     |
| Giocatore     | Presenze   | Reti       | Ammonizioni | Espulsioni | Presenze          | Reti              | Ammonizioni       | Espulsioni        | Presenze      | Reti          | Ammonizioni   | Espulsioni    | Presenze | Reti   | Ammonizioni | Espulsioni |
| ------------- | ---------- | ---------- | ----------- | ---------- | ----------------- | ----------------- | ----------------- | ----------------- | ------------- | ------------- | ------------- | ------------- | -------- | ------ | ----------- | ---------- |
| A. Amenda     | 8          | 0          | 1           | 0          | 1                 | 0                 | 0                 | 0                 | 4             | 0             | 0             | 0             | 13       | 0      | 1           | 0          |
| J-M. Bahoya   | 24         | 2          | 3           | 0          | 0                 | 0                 | 0                 | 0                 | 9             | 1             | 1             | 0             | 33       | 3      | 4           | 0          |
| M. Batshuayi  | 10         | 3          | 2           | 0          | 0                 | 0                 | 0                 | 0                 | 1             | 0             | 0             | 0             | 11       | 3      | 2           | 0          |
| N. Brown      | 26         | 3          | 2           | 0          | 3                 | 0                 | 1                 | 0                 | 4             | 0             | 0             | 0             | 33       | 3      | 3           | 0          |
| F. Chaïbi     | 26         | 1          | 2           | 0          | 2                 | 1                 | 0                 | 0                 | 10            | 0             | 0             | 0             | 38       | 2      | 2           | 0          |
| T. Chandler   | 3          | 0          | 0           | 0          | 0                 | 0                 | 0                 | 0                 | 0             | 0             | 0             | 0             | 3        | 0      | 0           | 0          |
| N. Collins    | 24         | 1          | 4           | 0          | 2                 | 0                 | 0                 | 0                 | 6             | 0             | 3             | 0             | 32       | 1      | 7           | 0          |
| M. Dahoud     | 9          | 1          | 2           | 0          | 1                 | 0                 | 0                 | 0                 | 8             | 0             | 0             | 0             | 18       | 1      | 2           | 0          |
| É. Ebimbe     | 7          | 0          | 0           | 0          | 1                 | 0                 | 0                 | 0                 | 4             | 2             | 1             | 0             | 12       | 2      | 1           | 0          |
| H. Ekitike    | 33         | 15         | 1           | 0          | 3                 | 3                 | 0                 | 0                 | 12            | 4             | 2             | 0             | 48       | 22     | 3           | 0          |
| M. Götze      | 24         | 3          | 1           | 0          | 3                 | 0                 | 0                 | 0                 | 8             | 2             | 0             | 0             | 35       | 5      | 1           | 0          |
| J. Grahl      | 0          | -0         | 0           | 0          | 0                 | -0                | 0                 | 0                 | 0             | -0            | 0             | 0             | 0        | -0     | 0           | 0          |
| O. Højlund    | 20         | 1          | 0           | 0          | 2                 | 0                 | 0                 | 0                 | 0             | 0             | 0             | 0             | 22       | 1      | 0           | 0          |
| E.B. İş       | 0          | 0          | 0           | 0          | 0                 | 0                 | 0                 | 0                 | 1             | 0             | 0             | 0             | 1        | 0      | 0           | 0          |
| Kauã Santos   | 9          | -12        | 0           | 0          | 0                 | -0                | 0                 | 0                 | 5             | -7            | 1             | 0             | 14       | -19    | 1           | 0          |
| R. Kristensen | 30         | 5          | 4           | 0          | 2                 | 0                 | 0                 | 0                 | 11            | 1             | 3             | 0             | 43       | 6      | 7           | 0          |
| A. Knauff     | 30         | 4          | 3           | 0          | 3                 | 0                 | 0                 | 0                 | 11            | 2             | 1             | 0             | 44       | 6      | 4           | 0          |
| R. Koch       | 30         | 2          | 3           | 0          | 3                 | 0                 | 0                 | 0                 | 10            | 0             | 2             | 0             | 43       | 2      | 5           | 0          |
| H. Larsson    | 33         | 3          | 2           | 0          | 3                 | 0                 | 0                 | 0                 | 11            | 3             | 1             | 0             | 47       | 6      | 3           | 0          |
| O. Marmoush   | 17         | 15         | 2           | 0          | 3                 | 1                 | 0                 | 0                 | 6             | 4             | 1             | 0             | 26       | 20     | 3           | 0          |
| I. Matanović  | 16         | 1          | 0           | 0          | 2                 | 1                 | 0                 | 0                 | 7             | 0             | 1             | 0             | 25       | 2      | 1           | 0          |
| J. Ngankam    | 0          | 0          | 0           | 0          | 0                 | 0                 | 0                 | 0                 | 0             | 0             | 0             | 0             | 0        | 0      | 0           | 0          |
| N. Nkounkou   | 12         | 0          | 1           | 0          | 3                 | 0                 | 0                 | 0                 | 8             | 0             | 2             | 0             | 23       | 0      | 3           | 0          |
| E. Skhiri     | 30         | 1          | 6           | 0          | 3                 | 0                 | 0                 | 0                 | 12            | 1             | 2             | 0             | 45       | 2      | 8           | 0          |
| A. Theate     | 31         | 0          | 4           | 1          | 1                 | 0                 | 0                 | 1                 | 10            | 0             | 1             | 0             | 42       | 0      | 5           | 2          |
| K. Trapp      | 26         | -34        | 1           | 0          | 3                 | -5                | 0                 | 0                 | 7             | -7            | 1             | 0             | 36       | -46    | 2           | 0          |
| Tuta          | 30         | 2          | 8           | 0          | 3                 | 0                 | 0                 | 0                 | 11            | 0             | 0             | 0             | 44       | 2      | 8           | 0          |
| C. Uzun       | 20         | 4          | 1           | 0          | 1                 | 0                 | 0                 | 0                 | 10            | 1             | 0             | 0             | 31       | 5      | 1           | 0          |
| E. Wahi       | 8          | 0          | 1           | 0          | 0                 | 0                 | 0                 | 0                 | 3             | 0             | 0             | 0             | 11       | 0      | 1           | 0          |
| M. Wenig      | 0          | 0          | 0           | 0          | 1                 | 0                 | 0                 | 0                 | 0             | 0             | 0             | 0             | 1        | 0      | 0           | 0          |